# Olympische Sommerspiele 1948
| Medaillenspiegel               | Medaillenspiegel   | Medaillenspiegel | Medaillenspiegel | Medaillenspiegel | Medaillenspiegel |
| Platz                          | Land               | G                | S                | B                | Ges.             |
| ------------------------------ | ------------------ | ---------------- | ---------------- | ---------------- | ---------------- |
| 1                              | Vereinigte Staaten | 38               | 27               | 19               | 84               |
| 2                              | Schweden           | 16               | 11               | 17               | 44               |
| 3                              | Frankreich         | 10               | 6                | 13               | 29               |
| 4                              | Ungarn             | 10               | 5                | 12               | 27               |
| 5                              | Italien            | 8                | 11               | 8                | 27               |
| 6                              | Finnland           | 8                | 7                | 5                | 20               |
| 7                              | Türkei             | 6                | 4                | 2                | 12               |
| 8                              | Tschechoslowakei   | 6                | 2                | 3                | 11               |
| 9                              | Schweiz            | 5                | 10               | 5                | 20               |
| 10                             | Dänemark           | 5                | 7                | 8                | 20               |
| …                              | …                  | …                | …                | …                | …                |
| 21                             | Österreich         | 1                | –                | 3                | 4                |
| Vollständiger Medaillenspiegel |                    |                  |                  |                  |                  |

Die Olympischen Sommerspiele 1948 (offiziell Spiele der XIV. Olympiade genannt) wurden vom 29. Juli bis 14. August 1948 in London, der Hauptstadt des Vereinigten Königreichs, ausgetragen.

## Auswahl Londons
London war bereits im Juni 1939 vom IOC zur Austragung der Olympischen Sommerspiele 1944 bestimmt worden, wobei es den Vorzug gegenüber Rom, Detroit, Budapest, Lausanne, Helsinki, Montreal und Athen erhalten hatte. Wegen des Zweiten Weltkriegs mussten diese Spiele aber abgesagt werden, doch London stand für 1948 erneut als Kandidat fest. Zwar wollten die Briten vorerst die Spiele wegen nachkriegszeitlichen Finanz- und Rationalisierungsproblemen den USA überlassen, doch König Georg VI. vertrat die Meinung, dass die Spiele eine Chance bieten könnten, Großbritannien nach den Kriegsfolgen „wiederherzustellen“. Aus den von offizieller Stelle veröffentlichten Reports zu den Spielen geht hervor, dass London in keiner Weise gezwungen war, die Spiele zu übernehmen.
Im März 1946 stimmte das IOC per Briefwahl über die Vergabe für 1948 ab, wobei London für die Sommer- und St. Moritz für die Winterspiele als Sieger hervorgingen. Andere Kandidatenstädte waren Baltimore, Lausanne, Los Angeles, Minneapolis und Philadelphia.
London war bereits 1908 Ausrichter von Olympischen Spielen und somit (nach Paris 1900 und 1924) die zweite Stadt, die erneut mit der Durchführung von Olympischen Spielen betraut wurde.

## Sportstätten, teilnahmeberechtigte Länder
Fast alle Wettbewerbe fanden im Empire Stadium oder den umliegenden Parkanlagen statt. Das Stadion war allerdings durch die Einwirkungen des Krieges stark beschädigt und musste wiederaufgebaut werden. Anstatt in einem olympischen Dorf waren die Athleten in bereits bestehenden Unterkünften in Wembley einquartiert.
Zur Teilnahmeberechtigung wurde von Avery Brundage, damals Präsident des United States Olympic Committee, Anfang des Jahres 1946 festgestellt, dass nur Nationen teilnehmen könnten, die den Vereinten Nationen angehören und ein Nationales Olympisches Komitee besitzen. Zum damaligen Zeitpunkt hatte die Sowjetunion noch kein eigenes Nationales Olympisches Komitee. Die Sowjetunion sagte deshalb ihre Teilnahme ab. Deutschland und Japan erhielten aufgrund der Taten im Zweiten Weltkrieg keine Einladungen. Italien, das im Zweiten Weltkrieg 1943 noch „rechtzeitig“ die Fronten gewechselt hatte, durfte teilnehmen.

## Organisation
Lord Burghley, Vorsitzender des British Olympic Council, Mitglied des IOC und Präsident der Amateur Athletics Association, wurde als Vorsitzender des Organisations- und Exekutivkomitees nominiert. Erstmals in der Geschichte wurden olympische Piktogramme eingeführt, es waren zwanzig. Sie wurden auch als „olympische Symbole“ bezeichnet, je eines für jede Sportart, drei für die Kunstwettbewerbe und je eines für Eröffnungs- und Schlusszeremonie.
Auf Grund der Lebensmittelknappheit erhielten die Athleten dieselben Rationen wie Dock- und Bergwerkarbeiter, das waren 5467 kcal pro Tag (anstelle „normaler“ 2600 kcal).

### Eröffnung
Am 29. Juli begannen um 14 Uhr die Militärkapellen im Empire Stadium zu spielen, 35 Minuten danach trafen die nationalen und internationalen Organisationsmitglieder und weitere zehn Minuten später die Königsfamilie ein. Ab 15 Uhr marschierten die Teilnehmer ein, was 50 Minuten in Anspruch nahm. Danach sprach Lord Burghley die erste Willkommensrede, um 16 Uhr König Georg VI. die offiziellen Eröffnungsworte. Den Athleteneid sprach der britische Leichtathlet Don Finlay. Letzter Fackelträger war der britische Leichtathlet John Mark.

## Teilnehmer

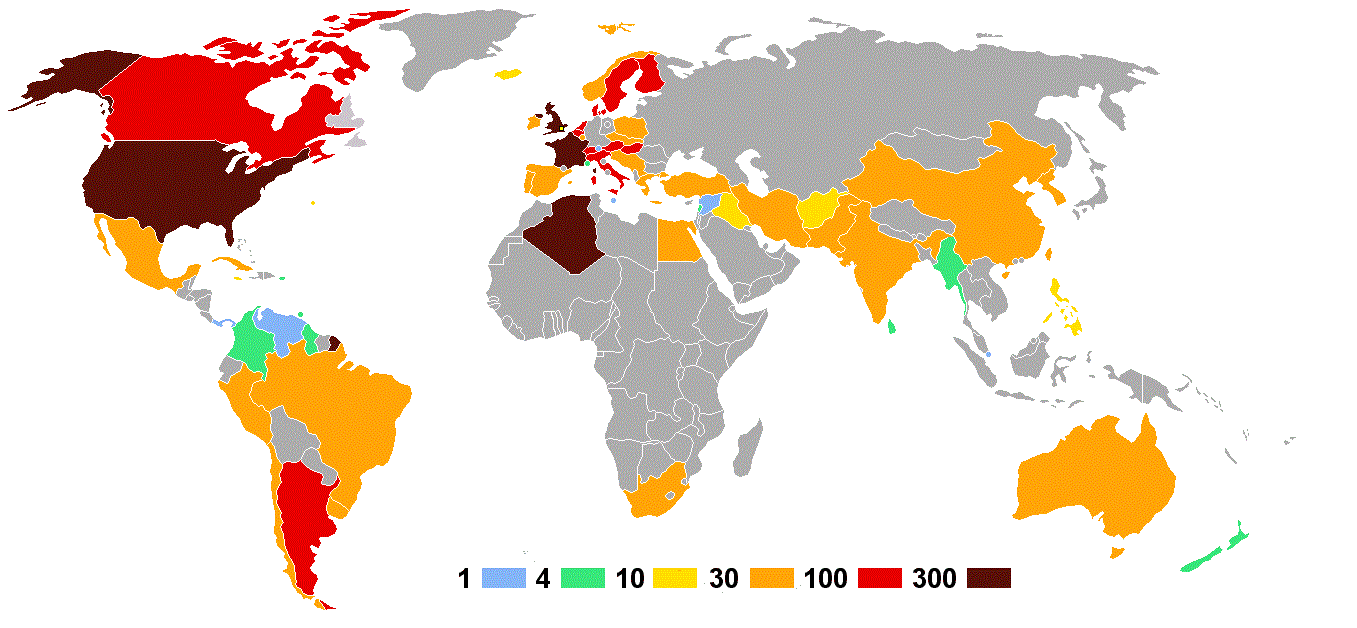
Anzahl der Athleten

| Europa (2.831 Athleten aus 25 Nationen) | Europa (2.831 Athleten aus 25 Nationen) | Europa (2.831 Athleten aus 25 Nationen)                                                                              |
| --- | --- | --- |
| - Belgien (152) - Dänemark (162) - Finnland (129) - Frankreich (316) - Griechenland (61) - Großbritannien (404) - Irland (73) - Island (20) - Italien (215) | - Jugoslawien (90) - Liechtenstein (2) - Luxemburg (45) - Malta (1) - Monaco (4) - Niederlande (149) - Norwegen (81) - Österreich (144) - Polen (37) | - Portugal (48) - Schweden (181) - Schweiz (181) - Spanien (65) - Tschechoslowakei (87) - Türkei (58) - Ungarn (128) |
| Amerika (1.093 Athleten aus 17 Nationen) | | |
| - Argentinien (199) - Bermuda (12) - Brasilien (70) - Britisch-Guayana* (4) - Chile (54) - Jamaika* (13)                                                    | - Kanada (127) - Kolumbien (6) - Kuba (53) - Mexiko (88) - Panama (1) - Peru (41)                                                                    | - Puerto Rico* (9) - Trinidad und Tobago* (5) - Uruguay (61) - Venezuela* (1) - Vereinigte Staaten (300)             |
| Asien (310 Athleten aus 13 Nationen) | | |
| - Afghanistan (25) - Birma* (4) - Ceylon* (7) - Indien* (79) - Iran (36)                                                                                    | - Irak* (11) - Korea* (46) - Libanon* (8) - Pakistan* (35) - Philippinen (26)                                                                        | - Republik China (31) - Singapur* (1) - Syrien* (1)                                                                  |
| Afrika (120 Athleten aus 2 Nationen) | | |
| - Ägypten (85) | - Südafrikanische Union (35) | |
| Ozeanien (82 Athleten aus 2 Nationen) | | |
| - Australien (75) | - Neuseeland (7) | |
| (Anzahl der Athleten) *erstmalige Teilnahme an Sommerspielen                                                                                                | | |

## Herausragende Sportler
- Die erfolgreichste Sportlerin war die niederländische Läuferin Fanny Blankers-Koen mit vier Goldmedaillen, über 100 Meter, 200 Meter, im 80-Meter-Hürdensprint und mit der niederländischen 4-mal-100-Meter-Staffel.
- Der erfolgreichste männliche Sportler war der Kunstturner Veikko Huhtanen aus Finnland mit drei Goldmedaillen, einer Silbermedaille und einer Bronzemedaille.
- Emil Zátopek („die tschechische Lokomotive“), für die Tschechoslowakei startend, begann seine olympische Karriere mit dem Sieg über 10.000 Meter mit fast 48 Sekunden Vorsprung und dem Gewinn der Silbermedaille über 5000 Meter, nur zwei Zehntelsekunden hinter dem Belgier Gaston Reiff.

## Erwähnenswertes
- Die 1948er Spiele waren (wie auch zuvor die Winterspiele in St. Moritz) die ersten Spiele nach dem Tod von Pierre de Coubertin, dem Begründer der „modernen Olympischen Spiele“ und des Internationalen Olympischen Komitees, der am 2. September 1937 verstorben war.
- Die Spiele wurden auch wegen all der wirtschaftlichen Einschränkungen als „Austerity Games“ (zu deutsch „Austeritätsspiele“) bezeichnet – doch trotz dieser nachkriegszeitlichen Not nahmen mehr Sportler und Nationen teil als bei allen vorausgegangenen Olympischen Spielen.

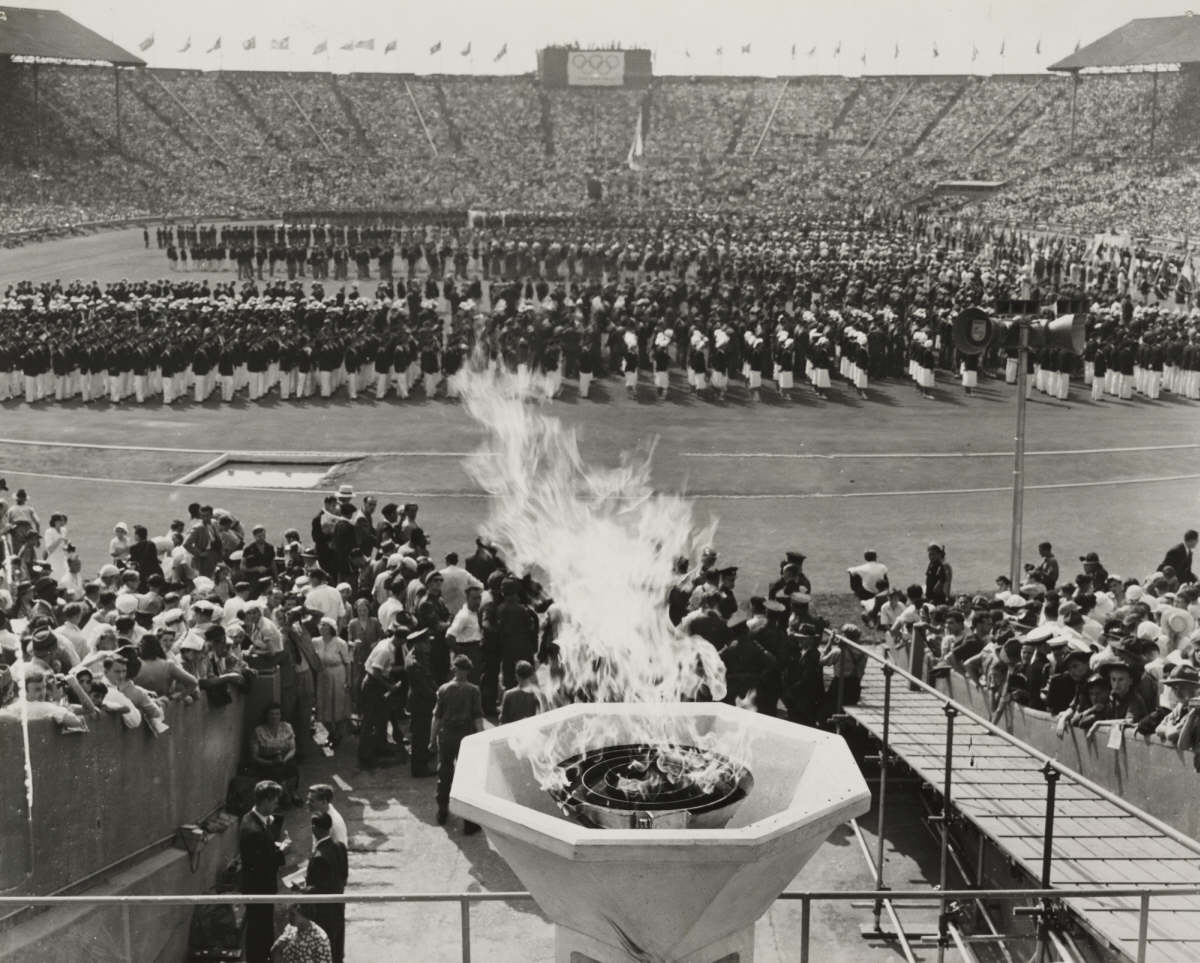
Eröffnungsfeier der Olympischen Spiele 1948

- Das Fernsehen übertrug die Eröffnungszeremonie und 60 Stunden des olympischen Sports erstmals live in die Wohnzimmer. Die BBC hatte für die Übertragungsrechte eintausend britische Pfund bezahlt. In Großbritannien gab es damals rund 80.000 Fernsehgeräte, etwa eine halbe Million Menschen sollen zugeschaut haben.
- 600.000 Pfund, damals etwa 6 Millionen Mark, investierte das britische NOK in die Spiele, schließlich soll ein Gewinn von rund 10.000 Mark übriggeblieben sein.
- Gleich nach dem Zweiten Weltkrieg bekam das IOC eine neue Führung, wobei der Schwede Sigfrid Edström, der seit 1942 (nach dem Tod von Henri de Baillet-Latour) die kommissarische Leitung innegehabt hatte, offiziell zum Präsidenten ernannt wurde. Sein Stellvertreter war der US-Amerikaner Avery Brundage.
- In den Jahren zwischen 1912 und 1948 wurden bei sieben Olympischen Spielen auch Medaillen für künstlerische Leistungen auf 18 Gebieten vergeben. 1948 gab es folgende prämierte Kunstwettbewerbe: Architektonische Entwürfe, Bildhauerkunst/Plastiken, Medaillen und Plaketten, Reliefplastiken, Malerei und Graphik, Zeichnungen und Aquarelle, sonstige graphische Kunst, Lyrische Werke, Dramatische Werke, Epische Werke und Musik (mit den Unterteilungen in Musik jeder Art, Gesangskompositionen, Kompositionen für ein Instrument und Kompositionen für Orchester).
- Der Silbermedaillengewinner im Gewichtheben der Klasse Leichtschwergewicht, Harold Sakata, wurde im Jahr 1964 durch seine Filmrolle (Oddjob) im Spielfilm James Bond 007 – Goldfinger bekannt.

## Wettkampfprogramm

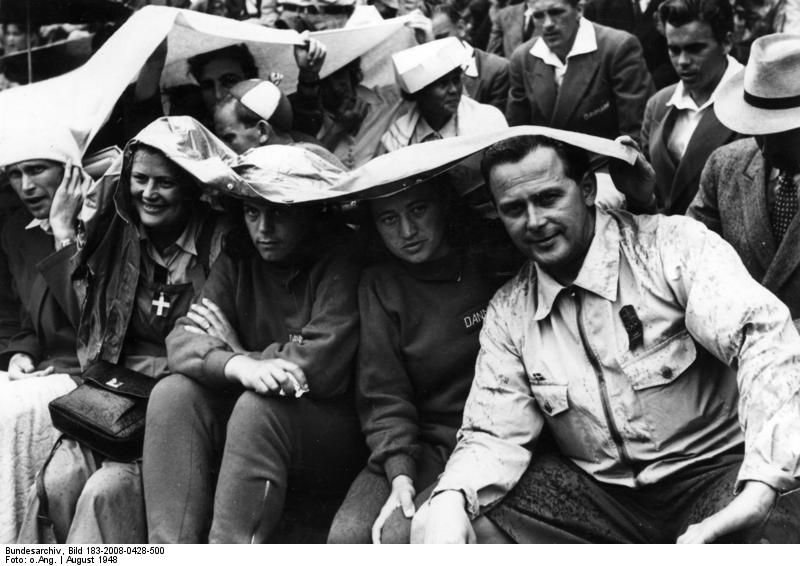
Zuschauer der Olympischen Spiele im Regen

Es wurden 136 Wettbewerbe (112 für Männer, 19 für Frauen und 5 offene Wettbewerbe) in 17 Sportarten/23 Disziplinen ausgetragen. Das waren sieben Wettbewerbe mehr, aber zwei Sportarten/Disziplinen weniger als in Berlin 1936. Nachfolgend die Änderungen im Detail:
- Im Gewichtheben wurde die Gewichtsklasse Bantamgewicht hinzugefügt.
- Der Handballwettbewerb Feldhandball entfiel.
- Polo wurde aus dem olympischen Programm gestrichen.
- Debüt der Frauen im Kanu im Einer-Kajak über 500 m. Darüber hinaus ersetzte der Einer-Canadier über 10.000 m das Faltboot Einer-Kajak über 10.000 m bei den Männern. Die Männerklasse Faltboot Zweier-Kajak 10.000 m entfiel.
- In der Leichtathletik wurde das Programm für die Frauen um die 200 m, den Weitsprung und das Kugelstoßen erweitert. Bei den Männern wurde das 10.000-m-Gehen wieder eingeführt.
- Im Ringen wurde die Gewichtsklasse Fliegengewicht im Freistil wieder hinzugefügt – im griechisch-römischen Stil kam das Fliegengewicht neu hinzu.
- Beim Schießen wurde die Männerklasse Freies Gewehr Dreistellungskampf 300 m wieder eingeführt.
- Beim Segeln entfielen die offenen Klassen O-Jolle und die 8-m-Klasse – dagegen kamen die offenen Klassen Drachen, Firefly und Swallow hinzu.

Darüber hinaus wurden letztmals Kunstwettbewerbe als Teil des olympischen Programms veranstaltet. Insgesamt fanden 14 Wettbewerbe in den Bereichen Baukunst, Literatur, Musik, Malerei und Bildhauerkunst statt.

### Olympische Sportarten/Disziplinen
- Basketball Gesamt (1) = Männer (1)
- Boxen Gesamt (8) = Männer (8)
- Fechten Gesamt (7) = Männer (6)/Frauen (1)
- Fußball Gesamt (1) = Männer (1)
- Gewichtheben Gesamt (6) = Männer (6)
- Hockey Gesamt (1) = Männer (1)
- Kanu Gesamt (9) = Männer (8)/Frauen (1)
- Leichtathletik Gesamt (33) = Männer (24)/Frauen (9)
- Moderner Fünfkampf Gesamt (1) = Männer (1)
- Radsport
  -  Bahn Gesamt (4) = Männer (4)
  -  Straße Gesamt (2) = Männer (2)
- Reiten
  -  Dressur Gesamt (2) = Männer (2)
  -  Springen Gesamt (2) = Männer (2)
  -  Vielseitigkeit Gesamt (2) = Männer (2)
- Ringen
  -  Freistil Gesamt (8) = Männer (8)
  -  Griechisch-römisch Gesamt (8) = Männer (8)
- Rudern Gesamt (7) = Männer (7)
- Schießen Gesamt (4) = Männer (4)
- Schwimmsport
  -  Schwimmen Gesamt (11) = Männer (6)/Frauen (5)
  -  Wasserball Gesamt (1) = Männer (1)
  -  Wasserspringen Gesamt (4) = Männer (2)/Frauen (2)
- Segeln Gesamt (5) = Offen (5)
- Turnen Gesamt (9) = Männer (8)/Frauen (1)

Anzahl der Wettkämpfe in Klammern

### Zeitplan
| Zeitplan                  | Zeitplan           | Zeitplan | Zeitplan | Zeitplan | Zeitplan | Zeitplan | Zeitplan | Zeitplan | Zeitplan | Zeitplan | Zeitplan | Zeitplan | Zeitplan | Zeitplan | Zeitplan | Zeitplan | Zeitplan | Zeitplan | Zeitplan | Zeitplan | Zeitplan | Zeitplan           |
| Disziplin                 | Disziplin          | Mo. 26.  | Di. 27.  | Mi. 28.  | Do. 29.  | Fr. 30.  | Sa. 31.  | So. 1.   | Mo. 2.   | Di. 3.   | Mi. 4.   | Do. 5.   | Fr. 6.   | Sa. 7.   | So. 8.   | Mo. 9.   | Di. 10.  | Mi. 11.  | Do. 12.  | Fr. 13.  | Sa. 14.  | Ent- schei- dungen |
| Disziplin                 | Disziplin          | Juli     | Juli     | Juli     | Juli     | Juli     | Juli     | August   | August   | August   | August   | August   | August   | August   | August   | August   | August   | August   | August   | August   | August   | Ent- schei- dungen |
| ------------------------- | ------------------ | -------- | -------- | -------- | -------- | -------- | -------- | -------- | -------- | -------- | -------- | -------- | -------- | -------- | -------- | -------- | -------- | -------- | -------- | -------- | -------- | ------------------ |
| Eröffnungsfeier           |                    |          |          |          |          |          |          |          |          |          |          |          |          |          |          |          |          |          |          |          |          |                    |
| Basketball                | Basketball         |          |          |          |          |          |          |          |          |          |          |          |          |          |          |          |          |          |          | 1        |          | 1                  |
| Boxen                     | Boxen              |          |          |          |          |          |          |          |          |          |          |          |          |          |          |          |          |          |          | 8        |          | 8                  |
| Fechten                   | Fechten            |          |          |          |          |          | 1        |          | 1        |          | 1        |          | 1        |          |          | 1        |          | 1        |          | 1        |          | 7                  |
| Fußball                   | Fußball            |          |          |          |          |          |          |          |          |          |          |          |          |          |          |          |          |          |          | 1        |          | 1                  |
| Gewichtheben              | Gewichtheben       |          |          |          |          |          |          |          |          |          |          |          |          |          |          | 2        | 2        | 2        |          |          |          | 6                  |
| Hockey                    | Hockey             |          |          |          |          |          |          |          |          |          |          |          |          |          |          |          |          |          |          | 1        |          | 1                  |
| Kanu                      | Kanu               |          |          |          |          |          |          |          |          |          |          |          |          |          |          |          |          | 4        | 5        |          |          | 9                  |
| Leichtathletik            | Leichtathletik     |          |          |          |          | 3        | 6        |          | 5        | 3        | 5        | 2        | 3        | 6        |          |          |          |          |          |          |          | 33                 |
| Moderner Fünfkampf        | Moderner Fünfkampf |          |          |          |          |          |          |          |          |          | 1        |          |          |          |          |          |          |          |          |          |          | 1                  |
| Radsport                  | Bahn               |          |          |          |          |          |          |          |          |          |          |          |          |          |          | 2        |          | 2        |          |          |          | 4                  |
| Radsport                  | Straße             |          |          |          |          |          |          |          |          |          |          |          |          |          |          |          |          |          |          | 2        |          | 2                  |
| Reitsport                 | Dressur            |          |          |          |          |          |          |          |          |          |          |          |          |          |          | 1        | 1        |          |          |          |          | 2                  |
| Reitsport                 | Springen           |          |          |          |          |          |          |          |          |          |          |          |          |          |          |          |          |          |          |          | 2        | 2                  |
| Reitsport                 | Vielseitigkeit     |          |          |          |          |          |          |          |          |          |          |          |          |          |          |          |          |          |          | 2        |          | 2                  |
| Ringen                    | Freistil           |          |          |          |          |          | 8        |          |          |          |          |          |          |          |          |          |          |          |          |          |          | 8                  |
| Ringen                    | Griech.-röm.       |          |          |          |          |          |          |          |          |          |          |          | 8        |          |          |          |          |          |          |          |          | 8                  |
| Rudern                    | Rudern             |          |          |          |          |          |          |          |          |          |          |          |          |          |          | 7        |          |          |          |          |          | 7                  |
| Schießen                  | Schießen           |          |          |          |          |          |          |          | 1        | 1        | 1        |          | 1        |          |          |          |          |          |          |          |          | 4                  |
| Schwimmsport              | Schwimmen          |          |          |          |          |          | 1        |          | 1        | 2        | 1        | 1        | 2        | 3        |          |          |          |          |          |          |          | 11                 |
| Schwimmsport              | Wasserball         |          |          |          |          |          |          |          |          |          |          |          |          | 1        |          |          |          |          |          |          |          | 1                  |
| Schwimmsport              | Wasserspringen     |          |          |          |          |          |          |          |          | 2        |          | 1        | 1        |          |          |          |          |          |          |          |          | 4                  |
| Segeln                    | Segeln             |          |          |          |          |          |          |          |          |          |          |          |          |          |          |          |          |          | 5        |          |          | 5                  |
| Turnen                    | Turnen             |          |          |          |          |          |          |          |          |          |          |          |          |          |          |          |          |          |          | 8        | 1        | 9                  |
| Schlussfeier              |                    |          |          |          |          |          |          |          |          |          |          |          |          |          |          |          |          |          |          |          |          |                    |
| Demonstrationswettbewerbe |                    |          |          |          |          |          |          |          |          |          |          |          |          |          |          |          |          |          |          |          |          |                    |
| Lacrosse                  |                    |          |          |          |          |          |          |          |          |          |          |          |          |          |          |          |          |          |          |          |          |                    |
| Entscheidungen            | Entscheidungen     |          |          |          |          | 3        | 16       |          | 8        | 8        | 9        | 4        | 16       | 10       |          | 13       | 3        | 9        | 10       | 24       | 3        | 136                |
|                           |                    | Mo. 26.  | Di. 27.  | Mi. 28.  | Do. 29.  | Fr. 30.  | Sa. 31.  | So. 1.   | Mo. 2.   | Di. 3.   | Mi. 4.   | Do. 5.   | Fr. 6.   | Sa. 7.   | So. 8.   | Mo. 9.   | Di. 10.  | Mi. 11.  | Do. 12.  | Fr. 13.  | Sa. 14.  |                    |
| Juli                      | Juli               | Juli     | Juli     | Juli     | Juli     | August   | August   | August   | August   | August   | August   | August   | August   | August   | August   | August   | August   | August   | August   |          |          |                    |

Farblegende